# Oostenrijks Open 2011

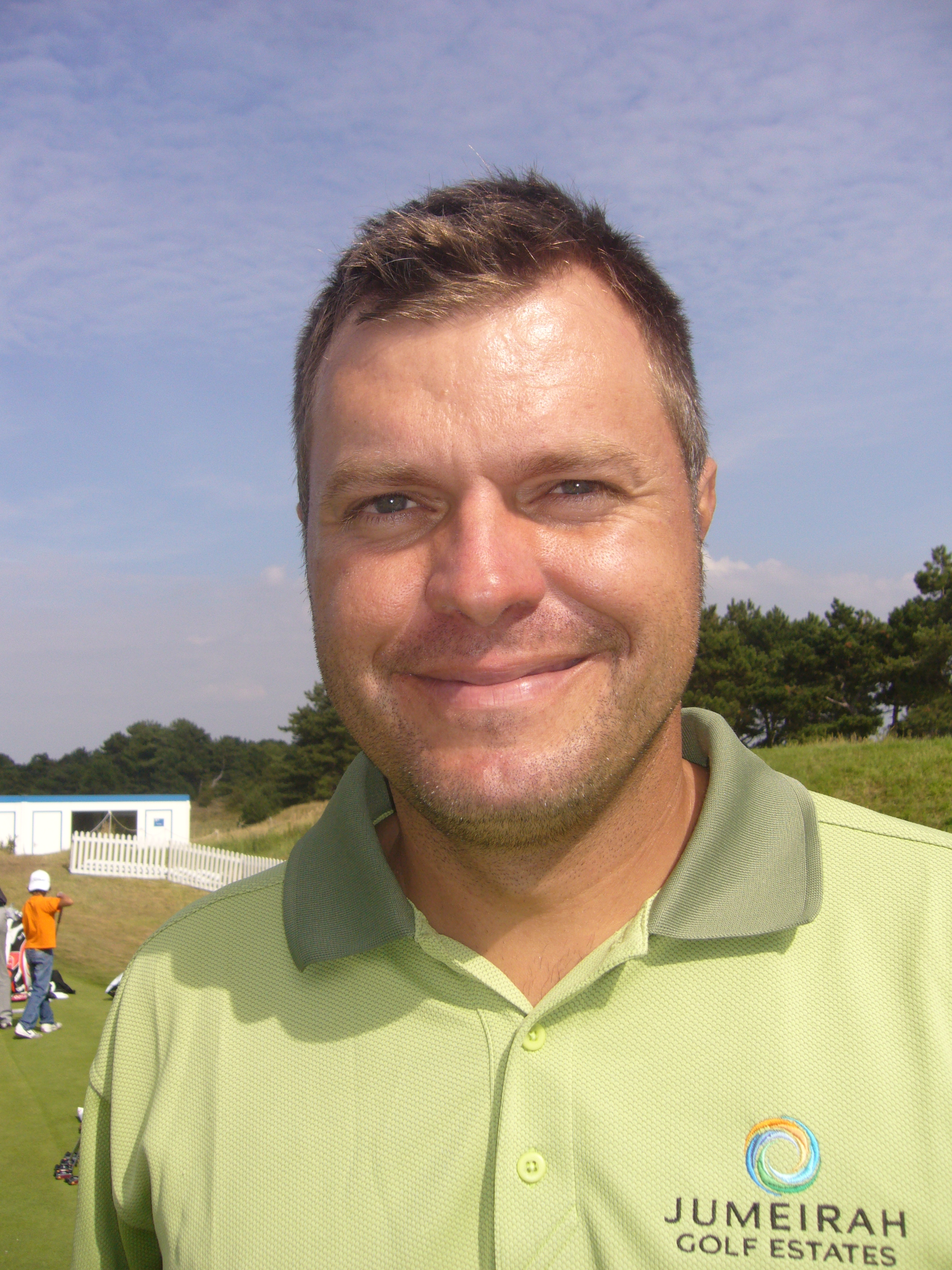
Titelverdediger José Manuel Lara

Het Oostenrijks Open is een golftoernooi van de Europese PGA Tour. De 21ste editie wordt in 2011 gespeeld van 22 - 25 september op de Diamond Country Club bij Wenen. Het prijzengeld is gestegen naar € 1.000.000, waarvan de winnaar € 166.660 krijgt.
De winnaar van 2010 was José Manuel Lara, die op deze baan een laatste ronde van 60 maakte om in de play-off te komen en het toernooi te winnen. 

## De baan
De baan werd in 2002 geopend. Het ontwerp is van Jeremy Pern, die ook verantwoordelijk is voor de Golf Club de la Wantzenau en de Golf de Toulouse-Seith in Frankrijk en de Toya Golf & Country Club in Polen. Op al deze banen hebben toernooien van de Challenge Tour plaatsgevonden.
Er is water op negen holes, inclusief twee par 3 holes met eiland-greens. Hole 8 werd in 2011 herontworpen door Miguel Ángel Jiménez. De par van de baan is 72, het baanrecord is 60 en staat op naam van José Manuel Lara.

## Verslag
Paul Cutler, Tom Lewis en Andrew Sullivan, drie jonge spelers die vorige week met hun team de Walker Cup wonnen, zijn net professional geworden en spelen deze week als zodanig hun eerste toernooi.
Ronde 1
Guillaume Watremez en Maarten Lafeber speelden in de ochtendronde en brachten scores van +1 en +5 binnen. Clubhouse leader werd de Deense rookie Thomas Norret met 67 (−5). 's Middags maakte Joost Luiten ook −5, maar Liam Bond uit Wales werd met −6 de nieuwe leider.
Ronde 2
Het toernooirecord werd met een score van 65 verbeterd door Robert Coles, die samen met Joost Luiten speelde. Beiden eindigden met −7 op de eerste plaats. Norret kwam na twaalf holes ook op −7, en Bhullar begon met vier birdies in zijn eerste vijf holes en eindigde ook op −7.
Ronde 3
Norret staat nu alleen aan de leiding, vier spelers delen de tweede plaats. Tim Sluiter haalde uiteindelijk toch de cut, maar had een slechte derde ronde.
Ronde 4

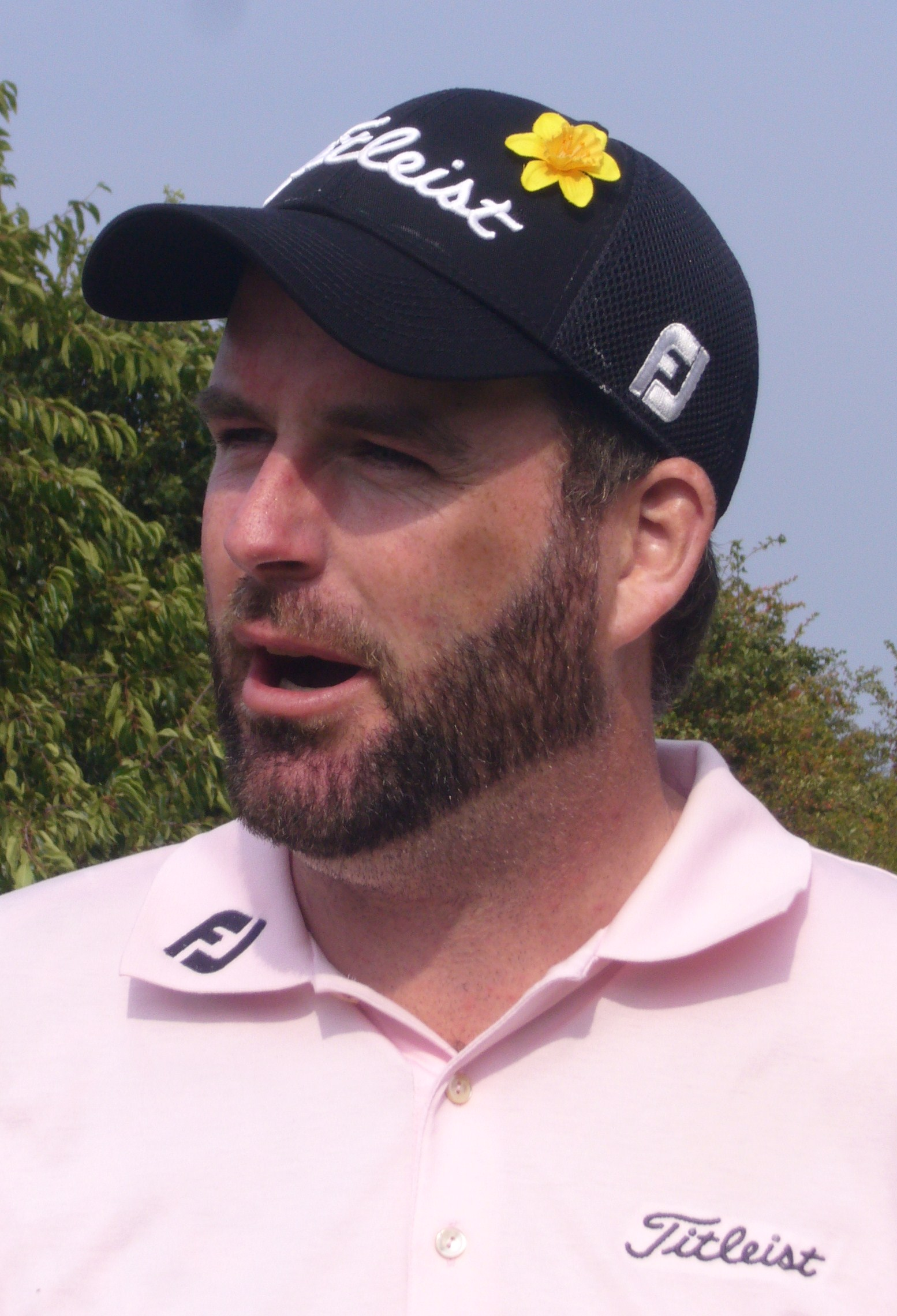
Kenneth Ferrie

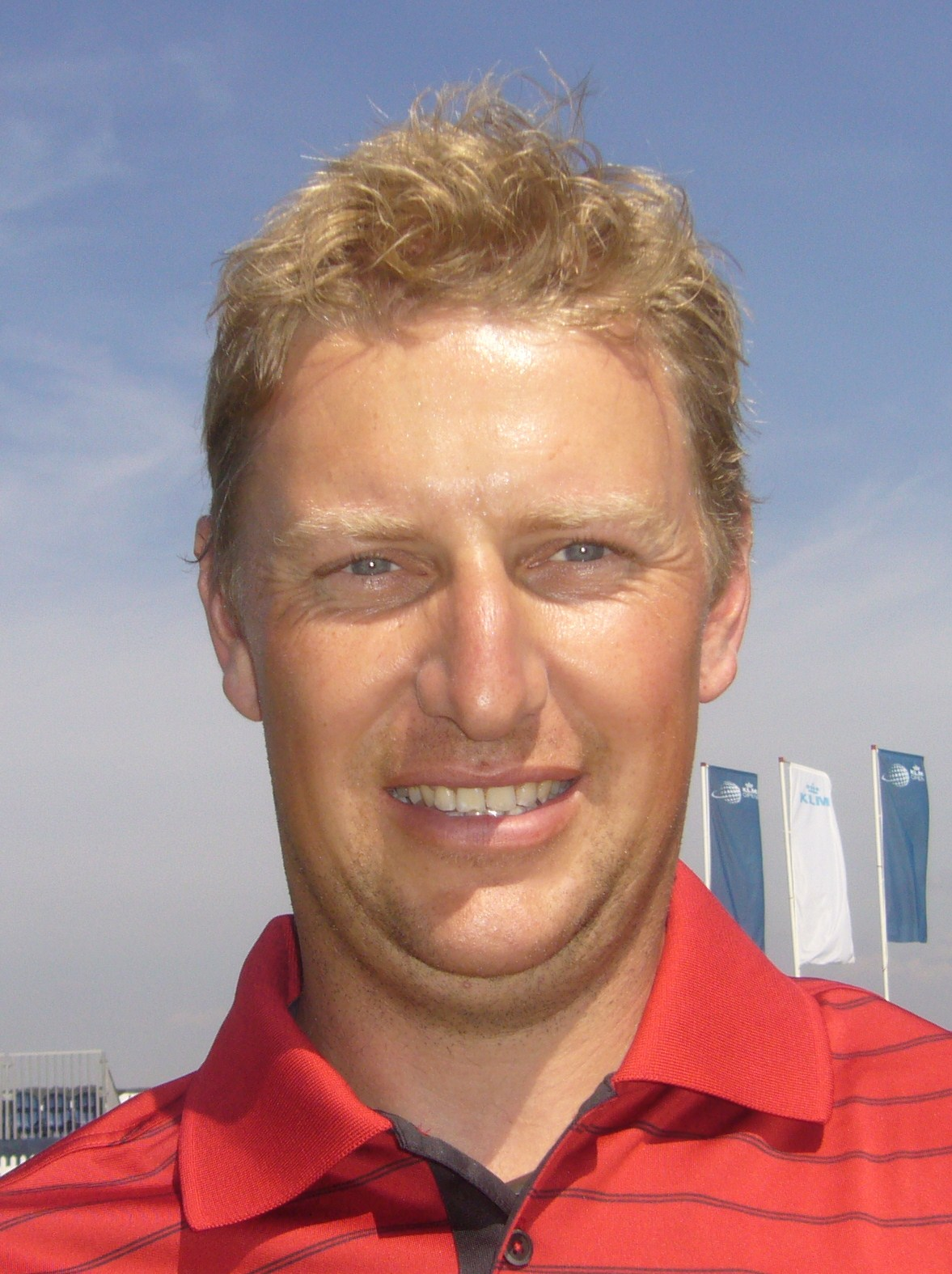
Simon Wakefield

Sluiter heeft zich niet laten demotiveren en een mooie laatste ronde van 68 gespeeld.
 Joost Luiten  kwam met zijn derde birdie op −10 bij Thomas Norret, die daar door een birdie op hole 6 was beland. Norret speelde in de laatste partij, Luiten in de partij daarvoor. Luiten kwam tot −12 maar maakte een bogey op de laatste hole, waardoor hij de play-off miste. Wel verdiende hij genoeg om ervan verzekerd te zijn dat hij in de top-60 van de Race To Dubai blijft en in december naar Dubai mag voor het Dubai World Championship.
De play-off ging dus alleen tussen Kenneth Ferrie en Simon Wakefield, winnaar van de Tourschool van 2010. Beiden eindigden met een ronde van 67 voor −12. Ze moeten hole 18 opnieuw spelen, een par 4. Ferrie kwam met zijn tweede slag ruim twee meter links van de pin, Wakefield sloeg over de green en kwam in dikke rough. Wakefields derde slag was slecht en hij miste de putt, dus Ferrie mocht twee keer putten om de overwinning te behalen. Hij maakte een birdie. 
- Volledige uitslag

| Naam               | R1 | R1  | Nr   | R2 | R2  | Totaal | Nr  | R3 | R3  | Totaal | Nr  | R4 | R4  | Totaal | Eindstand |
| ------------------ | -- | --- | ---- | -- | --- | ------ | --- | -- | --- | ------ | --- | -- | --- | ------ | --------- |
| Kenneth Ferrie     | 72 | par | T29  | 70 | −2  | −2     | T20 | 67 | −5  | −7     | T2  | 67 | −5  | −12    | 1         |
| Simon Wakefield    | 73 | +1  | T50  | 66 | −6  | −5     | T5  | 70 | −2  | −7     | T2  | 67 | −5  | −12    | 2         |
| Joost Luiten       | 67 | −5  | T2   | 70 | −2  | −7     | T1  | 72 | par | −7     | T2  | 68 | −4  | −11    | 3         |
| Thomas Norret      | 67 | −5  | T2   | 70 | −2  | −7     | T1  | 70 | −2  | −9     | 1   | 72 | par | −9     | 4         |
| Robert Coles       | 72 | par | T10  | 65 | −7  | −7     | T1  | 72 | par | −7     | T2  | 73 | +1  | −6     | T10       |
| Liam Bond          | 66 | −6  | 1    | 74 | +2  | −4     | T9  | 74 | +2  | −2     | T23 | 69 | −3  | −5     | T14       |
| Gaganjeet Bhullar  | 69 | −3  | T6   | 68 | −4  | −7     | T1  | 78 | +6  | −1     | T30 | 73 | +1  | par    | T42       |
| Guillaume Watremez | 73 | +1  | T50  | 72 | par | +1     | T47 | 71 | −1  | par    | T37 | 73 | +1  | +1     | T48       |
| Tim Sluiter        | 72 | par | T29  | 75 | +3  | +3     | T64 | 78 | +6  | +9     | 75  | 68 | −4  | +5     | T59       |
| Maarten Lafeber    | 77 | +5  | T104 | 72 | par | +5     | MC  |    |     |        |     |    |     |        |           |

| Leider |  | Toernooirecord |  | MC = missed cut = cut gemist |  | WD = withdrawn = teruggetrokken |

## De spelers
Dit is het eerste toernooi van 2011 waar zelfs spelers van categorie 16 aan de beurt komen.
| - Gustav Adell - Jesús Arruti - Jason Barnes - Seve Benson - Ramon Bescansa - Gaganjeet Bhullar - Richard Bland - Liam Bond - Gary Boyd - Markus Brier (2006) - Paul Broadhurst - Mark Brown - Alessio Bruschi - Rafael Cabrera Bello (2009) - Jonathan Caldwell - Ariel Cañete - Emanuele Canonica - Magnus Carlsson - Clodomiro Carranza - Luis Claverie - Robert Coles (2003) - Mads Dam - Mark Davis (1991. 1994) - Carlos Del Moral - Robert Dinwiddie - Stephen Dodd - Nick Dougherty - Ross Drummond - David Drysdale - Victor Dubuisson - Rafa Echenique - Jamie Elson - Gonzalo Fernández Castaño - Kenneth Ferrie | - Tommy Fleetwood - Alastair Forsyth - Florian Fritsch - Alfredo García Heredia - Damien Gaunt - Philip Golding - Christoph Günther - Joakim Haeggman - Birgir Hafthorsson - Alex Haindl - Matt Haines - Søren Hansen - Padraig Harrington - Andreas Hartø - Benjamin Hebert - Fredrik Henge - Oskar Henningsson - Jeppe Huldahl - Miguel Ángel Jiménez - Alexandre Kaleka - Søren Kjeldsen - Mikko Korhonen - Maarten Lafeber - José Manuel Lara (2010) - Jan-Are Larsen - Mark Laskey - Jesus Legarrea - Niklas Lemke - Trent Leon - Steve Lewton - Jamie Little - Joost Luiten - Mikael Lundberg - Andrea Maestroni | - Stuart Manley - Richard McEvoy - Michael McGeady - Damien McGrane - Gregory Molteni - Cesar Monasterio - Gary Murphy - Christian Nilsson - Matthew Nixon - Thomas Norret - Steven O'Hara - Fredrik Ohlsson - Pedro Oriol - Wade Ormsby - Gary Orr - Jonas Pettersson - Manuel Quiros - Carlos Rodiles - Marco Ruiz - Raymond Russell - Elliot Saltman - Lloyd Saltman - Jarmo Sandelin - Tom Shadbolt - Joel Sjöholm - Anders Sjöstrand - Lee Slattery - Tim Sluiter - Craig Smith - Andrew Sullivan - Kyron Sullivan - Steve Surry - Miles Tunnicliff - Mads Vibe-Hastrup | - Simon Wakefield - Anthony Wall - MArc Warren - Guillaume Watremez - Romain Wattel - Steve Webster - Tom Whitehouse - Dave Whitnell - Oliver Wilson - Julio Zapata Invitaties - John Daly - Tom Lewis - Petr Gál - Paul Cutler - Benjamin Palanski - Matthew Bliss Nationale rangorde - Florian Pogatschnigg - Imre Vasvary - Jurgen Maurer - Clemens Prader - Uli Weinhandl Amateurs - Hazma Amin - Hamza Amin - Robin Goger - Alexander Kleszcz - Lukas Nemecz - Matthias Schwab - Manuel Trappel |

Zie ook het overzicht van de Europese PGA Tour 2011